# یوسف بن یعقوب
یوسف بن یعقوب از شاگردان محمد زکریای رازی بوده‌است.
ابن‌ابی اصیبعه در کتاب «عیون الانباء» آورده‌است که رازی رسالهٔ «فی ادویةالعین و علاجها و مداواتها و ترکیب الادویة لما یحتاج الیه من ذلک» را که در باب درمان چشم و داروهای آن است، برای شاگردش یوسف بن یعقوب نوشته‌است.